# Тръбоне
Тръбоне (на словенски: Trbonje) е село в Словения, Корошки регион, община Дравоград. Според Националната статистическа служба на Република Словения през 2015 г. селото има 227 жители.